# آنژیولوژی
پزشکی عروق یا آنژیولوژی (به انگلیسی: Angiology) یک تخصص پزشکی است که به مطالعه دستگاه گردش خون و دستگاه لنفاوی شامل شریان‌ها، وریدها و بیماری‌هایشان می‌پردازد.